# Pöttinger Landtechnik
Pöttinger Landtechnik GmbH er en østrigsk producent af landbrugsmaskiner til jordbehandling og græsbehandling med hovedkvarter i Grieskirchen i Oberösterreich. Virksomheden blev grundlagt i 1871.